# ديفيد تينانت
ديفيد تينانت (بالإنجليزية: David Tennant)‏ مواليد 18 أبريل 1971 في اسكتلندا، هو ممثل اسكتلندي بدأ مسيرته الفنية عام 1987. كما أنه من الفائزين بجائزة إيمي.

## الأعمال
- الصاع بالصاع
- دكتور هو
- هاري بوتر وكأس النار
- كيف تروض تنينك
- مغامرات سارة جين
- ليلة الرعب

## روابط خارجية
- ديفيد تينانت على موقع IMDb (الإنجليزية)
- ديفيد تينانت على موقع روتن توميتوز (الإنجليزية)
- ديفيد تينانت على موقع ألو سيني (الفرنسية)
- ديفيد تينانت على موقع ميوزك برينز (الإنجليزية)
- ديفيد تينانت على موقع تيرنر كلاسيك موفيز (الإنجليزية)
- ديفيد تينانت على موقع أول موفي (الإنجليزية)
- ديفيد تينانت على موقع قاعدة بيانات الأفلام السويدية (السويدية)
- ديفيد تينانت على موقع إن إن دي بي (الإنجليزية)
- ديفيد تينانت على موقع أول ميوزيك (الإنجليزية)
- ديفيد تينانت على موقع ديسكوغز (الإنجليزية)